# Power Device Enabling Association
Power Device Enabling Association（パワーデバイス・イネーブリング アソシエーション、一般社団法人パワーデバイス・イネーブリング協会、以下PDEAと表記）とは、2013年4月1日付で設立された、東京都千代田区に所在する一般社団法人であり、アドバンテスト本社事務所内に本部を置く。PDEAの現状はIGBT、パワーMOSFET等のパワー半導体に関する啓蒙、情報提供、半導体エンジニアの技能、能力検定ならびに業界内外の協業の場を提供することを主たる活動としている。
内部に、広報委員会、技術委員会、検定委員会の3委員会を有し、広報委員会では、会報誌 (PDEA Report)の発行およびPDEAセミナー(年2回)の開催を手掛けている。PDEAセミナーでは 主に、SiCデバイス等の次世代パワーデバイスの技術的動向や、アプリケーション、信頼性などを 取り上げている。
技術委員会では、関連する各企業から有志を募り、協業の可能性検討、技術的評価などを行うこと としており、検定委員会では半導体エンジニアの技術、能力検定に取り組んでいる。 この検定は現在3級のみ用意されているが、1級、2級の定義づけを行っていることから 近い将来に検定実施の運びとなる。
PDEAの初代理事長は宮田博司（トヨタ出身）であったが、2015年3月に退任した以降はアドバンテスト常務執行役員の吉田芳和が第2代理事長に就任して現在に至る。